# Сульфид иттрия
Сульфид иттрия — бинарное неорганическое соединение 
иттрия и серы 
с формулой YS, 
рубиново-красные кристаллы.

## Получение
- Нагревание стехиометрической смеси чистых веществ:

{\displaystyle {\mathsf {Y+S\ {\xrightarrow {2060^{o}C}}\ YS}}}

## Физические свойства
Сульфид иттрия образует рубиново-красные кристаллы
кубической сингонии, пространственная группа F m3m, параметры ячейки a = 0,5495 нм, Z = 4,
структура типа хлорида натрия NaCl
.
Соединение плавится при температуре 2060°С.